# Calosoma marginale
Calosoma marginale är en skalbaggsart som beskrevs av Thomas Casey. Calosoma marginale ingår i släktet Calosoma och familjen jordlöpare. Inga underarter finns listade i Catalogue of Life.